# Jérôme Golmard
Jérôme Golmard (Dijon, Francia; 9 de septiembre de 1973-31 de julio de 2017) fue un tenista francés. Alcanzó el 22.º puesto del ranking mundial en 1999.

## Biografía
Jugador francés de los años 1990 y principios de 2000, con un tenis explosivo y brillante durante momentos. Como es bastante habitual en los tenistas galos, y producto de la escuela francesa, llegan al circuito con grandes condiciones tenísticas, con buenos golpes y aportes de talento que sorprenden, como casos de Noah, Leconte, Forget, y más recientemente Gasquet, Tsonga y Monfils. 
Golmard era un jugador capaz de llenar los ojos de los aficionados con grandes golpes de fondo y definiciones dignas de un prodigio tenístico, pero como la mayoría de esta escuela, carecen de mentalidad ganadora y aflojan su nivel en los momentos de definición, es ejemplo de esto que Golmard tiene cientos de partidos que ganó el primer set y luego se derrumba su juego posibilitando el resurgimiento del rival, no ganó más títulos por esa mentalidad muy frágil y por tener un físico que lo castigo con lesiones muy a menudo Golmard dejó en el mundo tenis la sensación a poco, teniendo herramientas tenísticas para conseguir más, se quedó con muy poco. 
En 1999, tras ganar su primer toprneo en Dubái, sufrió una bursitis en la rodilla, que le apartó de las competiciones. Ese año contribuyó a que Francia consiguiera llegar a la final de la Copa Davis. En 2002 sufrió una lesión en el codo izquierdo. En 2014 fue diagnosticado con esclerosis lateral amiotrófica, enfermedad por la que falleció el 31 de julio de 2017 a los 43 años. El año en que le diagnosticaron ELA creó una asociación para buscar tratamientos frente a esa terrible enfermedad.

## Títulos (2; 2+0)

### Individuales (2)
| Leyenda                |
| Grand Slam (0)         |
| Tennis Masters Cup (0) |
| ATP Masters Series (0) |
| ATP Tour (2)           |

| N.º | Fecha                 | Torneo  | Superficie | Oponente en la final | Resultado        |
| --- | --------------------- | ------- | ---------- | -------------------- | ---------------- |
| 1.  | 15 de febrero de 1999 | Dubái   | Hard       | Nicolas Kiefer       | 6-4, 6-2         |
| 2.  | 10 de enero de 2000   | Chennai | Hard       | Markus Hantschk      | 6-3, 6-7(6), 6-3 |

### Finalista en individuales (2)
- 2001: Umag (pierde ante Carlos Moyá)
- 2002: Auckland (pierde ante Greg Rusedski)

### Finalista en dobles (1)
- 2000: Gstaad (junto a Michael Kohlmann pierden ante Jiri Novak y David Rikl)